# Sporting Clube de Portugal 2019-2020
Questa voce raccoglie le informazioni riguardanti lo Sporting Clube de Portugal nelle competizioni ufficiali della stagione 2019-2020.

## Stagione
La stagione 2019-2020 dello Sporting CP è l'86ª in Primeira Liga. La squadra è inizialmente allenata dal tecnico olandese Marcel Keizer. Il primo impegno ufficiale della squadra è l'incontro di Supercoppa di Portogallo contro i concittadini del Benfica, perso per 5-0. L'esordio in campionato vede il pareggio per 1-1 in casa del Marítimo. Il 18 agosto giunge la prima vittoria stagionale, per 2-1 in casa, contro il Braga.
Il 30 agosto a Monte Carlo ha luogo il sorteggio dei gironi di Europa League che vede impegnato lo Sporting nel gruppo D con i vicecampioni d'Olanda del PSV, i campioni di Norvegia del Rosenborg e gli austriaci del LASK. Il 3 settembre Marcel Keizer rassegna le proprie dimissioni da tecnico della squadra e al suo posto viene assunto ad interim l'allenatore dell'Under-23 Leonel Pontes. L'esordio in Europa non sorride ai Leões, che vengono battuti per 3-2 ad Eindhoven, dal PSV. Il 27 settembre viene annunciato Silas come nuovo allenatore dello Sporting.
Il 17 ottobre lo Sporting viene eliminato dalla Taça de Portugal, perdendo a sorpresa 2-0 contro l'Alverca, squadra di terza serie, eguagliando il record negativo stabilito nel 1949. Il 28 novembre, grazie alla vittoria casalinga per 4-0 sul PSV, i Leões si qualificano ai sedicesimi di finale di Europa League con un turno di anticipo. Il 21 dicembre, con un totale di due vittorie e una sconfitta, lo Sporting raggiunge la fase finale della Coppa di Lega. Il 21 gennaio lo Sporting viene eliminato dalla Taça da Liga, perdendo 2-1 con il Braga.
Il 27 febbraio i Leões vengono eliminati ai sedicesimi di finale di Europa League dai turchi dell'İstanbul Başakşehir con un risultato complessivo di 5-4, dopo i tempi supplementari. Il 3 marzo, in virtù della sconfitta per 3-1 rimediata in casa del Famalicão, l'allenatore Silas rescinde il contratto che lo lega allo Sporting. Al suo posto viene ingaggiato il tecnico del Braga Rúben Amorim, pagando un indennizzo di 10 milioni di euro. Il 4 giugno riprende il campionato, dopo lo stop forzato a seguito dell'emergenza dovuta alla pandemia di COVID-19, con lo Sporting che impatta per 2-2 contro il Vitória Guimarães. Il 25 luglio si conclude la stagione dello Sporting che, perdendo per 2-1 contro il Benfica, finisce quarto in classifica e ottiene l'accesso al terzo turno di qualificazione della UEFA Europa League 2020-2021.

## Maglie e sponsor
Lo sponsor tecnico per la stagione 2019-2020 è per il quarto anno consecutivo Macron. Lo sponsor ufficiale è NOS, quello posteriore è Super Bock.
La prima maglia presenta le classiche bande orizzontali bianche e verdi, con queste ultime che riportano un tema leggermente rigato. La maglia ha un colletto verde e all'interno di esso è stampata la bandiera biancoverde con l'anno in numeri romani MCMVI e la miniatura dello stemma dello Sporting. Lo stemma dello sponsor tecnico è riportato sulla parte destra del petto, mentre sulla sinistra c'è lo stemma del club e al centro lo sponsor ufficiale. La seconda maglia varia completamente da quella dell'anno precedente presentando una livrea che alterna il blu scuro e il turchese a strisce strette orizzontali. Linee verdi sono presenti ai lati del petto e sul girocollo. Non ha colletto e, rispetto alla prima maglia, mantiene inalterate le posizioni delle stampe. La terza maglia, come ogni anno, ricalca le orme delle divise del passato presentando una livrea divisa a metà tra bianco e verde, senza sponsor ufficiale, con lo stemma dello Sporting stilizzato minimal e il colletto nero coi laccetti.
|  | Casa |  | Trasferta |  | Terza maglia |

## Organigramma societario
Dal sito internet ufficiale della società.
Area direttiva
- Presidente: Frederico Nuno Faro Varandas
- Vice-presidenti: Francisco Albuquerque Salgado Zenha, Filipe Miguel Rebelo Osório de Castro, Pedro José Correia de Barros de Lencastre, João Ataíde Ferreira Sampaio, Maria José Engrola Serrano Biléu Sancho
- Legali: Francisco José Nina Martins Rodrigues dos Santos, Rahim Jaherali Ahamad, Miguel Ingenerf Duarte Afonso, Miguel Maria do Nascimento Nogueira Leite, Alexandre Matos Jorge Ferreira
- Assistenti: André da Costa Cabral Bernardo, André Seabra dos Santos Cymbron

Area tecnica

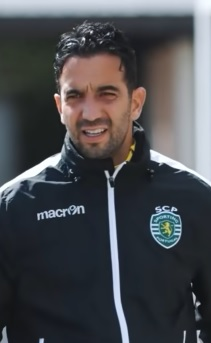
Rúben Amorim, sulla panchina dello Sporting da marzo

- Allenatore: Marcel Keizer;[1] Leonel Pontes;[2] Silas;[3][29] Rúben Amorim[4]
- Allenatore in seconda: Roy Hendriksen;[1] Emanuel Ferro[5]
- Allenatore in terza: Rodolfo Miguens
- Assistenti: Zé Pedro, Rui Nunes, Pedro Alves[3]
- Preparatore atletico: Gonçalo Álvaro
- Preparatori dei portieri: Tiago Ferreira
- Coordinatore settore giovanile: João Paulo Costa

Area scout
- Capo osservatore: Raul José
- Osservatori: José Chieira, Pedro Brandão
- Coordinatori vivaio: José Luís Vidigal, Miguel Quaresma

Management
- Direttore sportivo: Hugo Viana
- Team manager: Beto

Reparto medico
- Medico Sociale: João Pedro Araújo
- Fisioterapisti: Hugo Fontes, Rúben Ferreira
- Scienziato sport: Alireza Rabbani

Area marketing
- Equipaggiamento: Paulinho

## Rosa

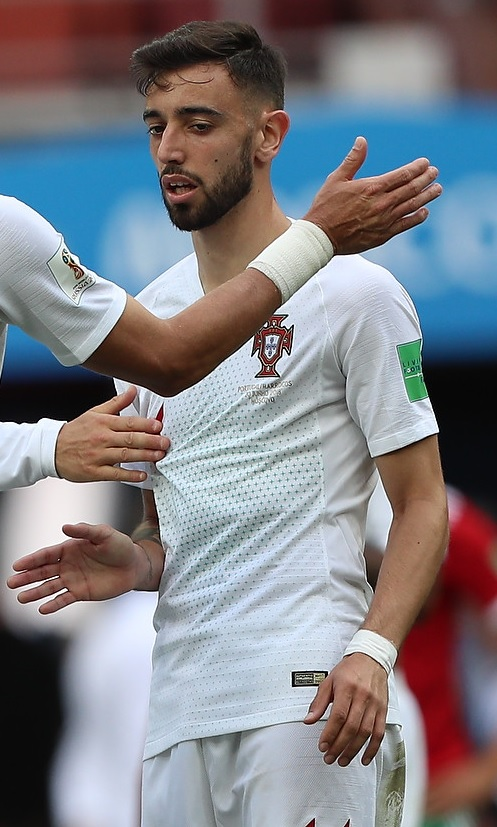
Bruno Fernandes (con la maglia del) è stato il capitano dello Sporting CP fino a metà stagione

La rosa e la numerazione sono tratte dal sito ufficiale dello Sporting Lisbona
| N. |                               | Ruolo | Calciatore                  |
| -- | ----------------------------- | ----- | --------------------------- |
| 1  | Brasile (bandiera)            | P     | Renan Ribeiro               |
| 3  | Portogallo (bandiera)         | D     | Tiago Ilori                 |
| 4  | Uruguay (bandiera)            | D     | Sebastián Coates (capitano) |
| 5  | Brasile (bandiera)            | C     | Eduardo Henrique            |
| 7  | Portogallo (bandiera)         | A     | Rafael Camacho              |
| 8  | Portogallo (bandiera)         | C     | Bruno Fernandes             |
| 9  | Argentina (bandiera)          | C     | Marcos Acuña                |
| 10 | Argentina (bandiera)          | A     | Luciano Vietto              |
| 11 | Brasile (bandiera)            | A     | Raphinha                    |
| 13 | Macedonia del Nord (bandiera) | D     | Stefan Ristovski            |
| 14 | Portogallo (bandiera)         | D     | Luís Neto                   |
| 16 | Argentina (bandiera)          | C     | Rodrigo Battaglia           |
| 17 | Brasile (bandiera)            | A     | Fernando                    |
| 17 | Portogallo (bandiera)         | C     | Francisco Geraldes          |
| 19 | Francia (bandiera)            | D     | Valentin Rosier             |
| 20 | Ecuador (bandiera)            | C     | Gonzalo Plata               |

| N. |                           | Ruolo | Calciatore        |
| -- | ------------------------- | ----- | ----------------- |
| 21 | Spagna (bandiera)         | A     | Jesé              |
| 22 | Francia (bandiera)        | D     | Jérémy Mathieu    |
| 23 | Mali (bandiera)           | A     | Abdoulay Diaby    |
| 26 | Colombia (bandiera)       | D     | Cristian Borja    |
| 27 | Portogallo (bandiera)     | C     | Miguel Luís       |
| 28 | Paesi Bassi (bandiera)    | A     | Bas Dost          |
| 29 | Brasile (bandiera)        | A     | Luiz Phellype     |
| 37 | Brasile (bandiera)        | C     | Wendel            |
| 50 | Portogallo (bandiera)     | D     | Thierry Correia   |
| 77 | Capo Verde (bandiera)     | A     | Jovane Cabral     |
| 81 | Portogallo (bandiera)     | P     | Luís Maximiano    |
| 89 | RD del Congo (bandiera)   | A     | Yannick Bolasie   |
| 90 | Slovenia (bandiera)       | A     | Andraž Šporar     |
| 94 | Brasile (bandiera)        | C     | Mattheus Oliveira |
| 98 | Costa d'Avorio (bandiera) | C     | Idrissa Doumbia   |
| 99 | Portogallo (bandiera)     | P     | Diogo Sousa       |

## Calciomercato

### Sessione estiva
| Acquisti         | Acquisti          | Acquisti              | Acquisti                   |
| R.               | Nome              | da                    | Modalità                   |
| ---------------- | ----------------- | --------------------- | -------------------------- |
| D                | Valentin Rosier   | Digione               | definitivo (8 milioni €)   |
| D                | Luís Neto         | Zenit San Pietroburgo | gratuito                   |
| C                | Eduardo Henrique  | Internacional         | definitivo (3 milioni €)   |
| A                | Yannick Bolasie   | Everton               | prestito                   |
| A                | Rafael Camacho    | Liverpool             | definitivo (5 milioni €)   |
| A                | Fernando          | Šachtar               | prestito                   |
| A                | Jesé              | Paris Saint-Germain   | prestito                   |
| A                | Luciano Vietto    | Atlético Madrid       | definitivo (7,5 milioni €) |
| Altre operazioni |                   |                       |                            |
| R.               | Nome              | da                    | Modalità                   |
| P                | Emiliano Viviano  | SPAL                  | fine prestito              |
| D                | Domingos Duarte   | Deportivo La Coruña   | fine prestito              |
| D                | André Geraldes    | Sporting Gijón        | fine prestito              |
| D                | Lumor Agbenyenu   | Göztepe               | fine prestito              |
| D                | Mauro Riquicho    | Louletano             | fine prestito              |
| D                | Jonathan Silva    | Leganés               | fine prestito              |
| C                | Mama Samba Baldé  | Desp. Aves            | fine prestito              |
| C                | Filipe Chaby      | Estoril Praia         | fine prestito              |
| C                | Ryan Gauld        | Hibernian             | fine prestito              |
| C                | Iuri Medeiros     | Legia Varsavia        | fine prestito              |
| C                | Carlos Mané       | Union Berlino         | fine prestito              |
| C                | Mattheus Oliveira | Vitória Guimarães     | fine prestito              |
| C                | Matheus Pereira   | Norimberga            | fine prestito              |
| C                | Budaq Nəsirov     | Zirə                  | fine prestito              |
| A                | Gelson Dala       | Rio Ave               | fine prestito              |
| A                | Ary Papel         | Primeiro de Agosto    | fine prestito              |

| Cessioni         | Cessioni             | Cessioni              | Cessioni                          |
| R.               | Nome                 | a                     | Modalità                          |
| ---------------- | -------------------- | --------------------- | --------------------------------- |
| P                | Romain Salin         | Rennes                | gratuito                          |
| D                | Bruno Gaspar         | Olympiacos            | prestito                          |
| D                | André Pinto          | Al-Fateh              | definitivo                        |
| D                | Thierry Correia      | Valencia              | definitivo (12 milioni €)         |
| C                | Francisco Geraldes   | AEK Atene             | prestito                          |
| C                | Nemanja Gudelj       | Guangzhou E.          | fine prestito                     |
| C                | Radosav Petrović     | Almería               | definitivo                        |
| A                | Abdoulay Diaby       | Beşiktaş              | prestito                          |
| A                | Bas Dost             | Eintracht Francoforte | definitivo (7 milioni €)          |
| A                | Raphinha             | Rennes                | definitivo (21 milioni €)         |
| Altre operazioni |                      |                       |                                   |
| R.               | Nome                 | a                     | Modalità                          |
| P                | Emiliano Viviano     |                       | svincolato                        |
| D                | Domingos Duarte      | Granada               | definitivo (3 milioni €)          |
| D                | Ivanildo Fernandes   | Trabzonspor           | prestito oneroso (0,3 milioni €)  |
| D                | André Geraldes       | Maccabi Tel Aviv      | prestito oneroso (0,15 milioni €) |
| D                | Jefferson Nascimento |                       | svincolato                        |
| D                | Jonathan Silva       | Leganés               | definitivo (3 milioni €)          |
| D                | Lumor Agbenyenu      | Maiorca               | prestito                          |
| C                | Mama Samba Baldé     | Digione               | gratuito                          |
| C                | Filipe Chaby         | Académica             | prestito                          |
| C                | Ryan Gauld           | Farense               | definitivo (4 milioni €)          |
| C                | Carlos Mané          | Rio Ave               | gratuito                          |
| C                | Iuri Medeiros        | Norimberga            | definitivo (2 milioni €)          |
| C                | Budaq Nəsirov        |                       | svincolato                        |
| C                | Matheus Pereira      | West Bromwich         | prestito                          |
| A                | Gelson Dala          | Antalyaspor           | prestito                          |
| A                | Ary Papel            | Primeiro de Agosto    | gratuito                          |
| A                | Alan Ruiz            | Aldosivi              | prestito                          |

### Sessione invernale
| Acquisti         | Acquisti           | Acquisti          | Acquisti                 |
| R.               | Nome               | da                | Modalità                 |
| ---------------- | ------------------ | ----------------- | ------------------------ |
| A                | Andraž Šporar      | Slovan Bratislava | definitivo (6 milioni €) |
| Altre operazioni |                    |                   |                          |
| R.               | Nome               | da                | Modalità                 |
| C                | Francisco Geraldes | AEK Atene         | fine prestito            |
| A                | Gelson Dala        | Antalyaspor       | fine prestito            |

| Cessioni         | Cessioni        | Cessioni            | Cessioni                  |
| R.               | Nome            | a                   | Modalità                  |
| ---------------- | --------------- | ------------------- | ------------------------- |
| C                | Bruno Fernandes | Manchester Utd      | definitivo (55 milioni €) |
| A                | Fernando        | Šachtar             | fine prestito             |
| A                | Yannick Bolasie | Everton             | fine prestito             |
| A                | Jesé            | Paris Saint-Germain | fine prestito             |
| Altre operazioni |                 |                     |                           |
| R.               | Nome            | a                   | Modalità                  |
| D                | Mauro Riquicho  | Fátima              | prestito                  |
| A                | Gelson Dala     | Rio Ave             | prestito                  |

## Risultati

### Primeira Liga

#### Girone di andata
| Arbitro: | Martins (Lisbona) |

|              |           |               |
| Getterson 7’ | Marcatori | 29’ S. Coates |

| Arbitro: | Godinho (Évora) |

|                             |           |            |
| Wendel 16’ B. Fernandes 44’ | Marcatori | 73’ Wilson |

| Arbitro: | Xistra (Castelo Branco) |

|                  |           |                              |
| Rômulo 9’ (rig.) | Marcatori | 3’, 65’ Raphinha 5’ Phellype |

| Arbitro: | Pinheiro (Braga) |

|                               |           |                                                        |
| B. Fernandes 20’ Phellype 53’ | Marcatori | 6’ (rig.), 90+2’ (rig.) F. Augusto 86’ (rig.) Ronan D. |

| Arbitro: | Sousa (Porto) |

|           |           |                  |
| Marlon 7’ | Marcatori | 62’ B. Fernandes |

| Arbitro: | Miguel (Lisbona) |

|            |           |                                   |
| Vietto 25’ | Marcatori | 55’ Lameiras 88’ (aut.) S. Coates |

| Arbitro: | Xistra (Castelo Branco) |

|  |           |                         |
|  | Marcatori | 83’ (rig.) B. Fernandes |

| Arbitro: | Soares Dias (Porto) |

|                                  |           |              |
| Jesé 30’ Acuña 32’ S. Coates 73’ | Marcatori | 67’ Bonatini |

| Arbitro: | Rui Costa (Porto) |

|                    |           |                               |
| Douglas Tanque 73’ | Marcatori | 12’ Phellype 79’ B. Fernandes |

| Arbitro: | Veríssimo (Leiria) |

|               |           |  |
| B. Wilson 88’ | Marcatori |  |

| Arbitro: | Oliveira (Porto) |

|                 |           |  |
| Vietto 74’, 80’ | Marcatori |  |

| Arbitro: | Miguel (Lisbona) |

|                                        |           |              |
| Kraev 18’ Sandro Lima 54’ Naidji 90+8’ | Marcatori | 45+3’ Wendel |

| Arbitro: | Soares Dias (Porto) |

|              |           |  |
| Phellype 71’ | Marcatori |  |

| Arbitro: | Mota (Braga) |

|  |           |                                                       |
|  | Marcatori | 40’, 47’ Phellype 54’ Bolasie 61’ (rig.) B. Fernandes |

| Arbitro: | Sousa (Porto) |

|           |           |                      |
| Acuña 44’ | Marcatori | 6’ Marega 73’ Soares |

| Arbitro: | Martins (Lisbona) |

|               |           |                                               |
| Carlinhos 64’ | Marcatori | 27’ (aut.) João Meira 34’, 90+5’ B. Fernandes |

| Arbitro: | Miguel (Lisbona) |

|  |           |                 |
|  | Marcatori | 80’, 90+9’ Rafa |

#### Girone di ritorno
| Arbitro: | Rui Costa (Porto) |

|              |           |  |
| C. Borja 75’ | Marcatori |  |

| Arbitro: | Sousa (Porto) |

|             |           |  |
| Trincão 75’ | Marcatori |  |

| Arbitro: | Miguel (Lisbona) |

|                               |           |                |
| Mathieu 32’ Jadson 72’ (aut.) | Marcatori | 25’ Jackson M. |

| Arbitro: | Veríssimo (Leiria) |

|           |           |                   |
| Piazon 2’ | Marcatori | 84’ (rig.) Jovane |

| Arbitro: | Almeida (Algarve) |

|                      |           |  |
| Šporar 13’ Plata 42’ | Marcatori |  |

| Arbitro: | Godinho (Évora) |

|                               |           |               |
| Račić 5’ D. Gonçalves 8’, 65’ | Marcatori | 45’ S. Coates |

| Arbitro: | Oliveira (Porto) |

|                       |           |  |
| Šporar 62’ Vietto 68’ | Marcatori |  |

| Arbitro: | Xistra (Castelo Branco) |

|                             |           |                 |
| J. Teixeira 33’ Edwards 68’ | Marcatori | 18’, 51’ Šporar |

| Arbitro: | Rui Costa (Porto) |

|            |           |  |
| Jovane 64’ | Marcatori |  |

| Arbitro: | Oliveira (Porto) |

|                       |           |  |
| Jovane 13’ Šporar 31’ | Marcatori |  |

| Arbitro: | Malheiro (Lisbona) |

|         |           |                                 |
| Licá 9’ | Marcatori | 22’ S. Coates 36’, 45+2’ Jovane |

| Arbitro: | Rui Oliveira (Porto) |

|                      |           |                |
| Wendel 21’ Plata 48’ | Marcatori | 90+1’ Rúben R. |

| Moreira de Cónegos 6 luglio 2020, ore 21:00 WEST 30ª giornata | Moreirense        | 0 – 0 referto | Sporting Lisbona | Parque Joaquim de Almeida Freitas (0 spett.)\| Arbitro: \| Martins (Lisbona) \| |
| Arbitro:                                                      | Martins (Lisbona) |               |                  |                                                                                 |

| Arbitro: | Nobre (Leiria) |

|            |           |  |
| Jovane 68’ | Marcatori |  |

| Arbitro: | Pinheiro (Braga) |

|                         |           |  |
| Danilo 64’ Marega 90+1’ | Marcatori |  |

| Lisbona 21 luglio 2020, ore 19:00 WEST 33ª giornata | Sporting Lisbona  | 0 – 0 referto | Vitória Setúbal | Estádio José Alvalade (0 spett.)\| Arbitro: \| Almeida (Algarve) \| |
| Arbitro:                                            | Almeida (Algarve) |               |                 |                                                                     |

| Arbitro: | Veríssimo (Leiria) |

|                            |           |            |
| Seferović 28’ Vinícius 88’ | Marcatori | 69’ Šporar |

### Taça de Portugal
| Arbitro: | Godinho (Évora) |

|                               |           |  |
| Apolinário 10’ Luan Silva 55’ | Marcatori |  |

### Taça da Liga

#### Fase a gironi
| Arbitro: | Mota (Braga) |

|                  |           |                         |
| B. Fernandes 35’ | Marcatori | 32’ Ronan D. 83’ Piazon |

| Arbitro: | Rui Costa (Porto) |

|  |           |                               |
|  | Marcatori | 89’ B. Fernandes 90+4’ Vietto |

| Arbitro: | Pinheiro (Braga) |

|                                          |           |                                                    |
| Jackson M. 16’ (rig.) Mathieu 31’ (aut.) | Marcatori | 37’ Vietto 77’ R. Camacho 84’ Plata 90+4’ Phellype |

#### Fase finale
| Arbitro: | Almeida (Algarve) |

|                          |           |             |
| R. Horta 8’ Paulinho 90’ | Marcatori | 44’ Mathieu |

### Europa League

#### Fase a gironi
| Arbitro: | Kružliak |

|                                              |           |                                       |
| Malen 19’ S. Coates 25’ (aut.) Baumgartl 48’ | Marcatori | 38’ (rig.) B. Fernandes 82’ P. Mendes |

| Arbitro: | Durieux |

|                               |           |           |
| Phellype 58’ B. Fernandes 63’ | Marcatori | 16’ Raguž |

| Arbitro: | Visser |

|             |           |  |
| Bolasie 70’ | Marcatori |  |

| Arbitro: | Clancy |

|  |           |                                |
|  | Marcatori | 16’ S. Coates 38’ B. Fernandes |

| Arbitro: | Grinfeeld |

|                                                      |           |  |
| Phellype 9’ B. Fernandes 16’, 64’ (rig.) Mathieu 43’ | Marcatori |  |

| Arbitro: | Collum |

|                                           |           |  |
| Trauner 23’ Klauss 38’ (rig.) Raguž 90+3’ | Marcatori |  |

#### Fase a eliminazione diretta
| Arbitro: | Taylor |

|                                    |           |                  |
| S. Coates 3’ Šporar 44’ Vietto 51’ | Marcatori | 77’ (rig.) Višća |

| Arbitro: | Mateu Lahoz |

|                                                 |           |            |
| Škrtel 31’ Aleksić 45’ Višća 90+2’, 119’ (rig.) | Marcatori | 68’ Vietto |

### Supertaça Cândido de Oliveira
| Arbitro: | Almeida (Algarve) |

|                                                          |           |  |
| Rafa Silva 40’ Pizzi 60’, 75’ Grimaldo 64’ Chiquinho 90’ | Marcatori |  |

## Statistiche

### Statistiche di squadra
| Competizione                  | Punti | In casa | In casa | In casa | In casa | In casa | In casa | In trasferta | In trasferta | In trasferta | In trasferta | In trasferta | In trasferta | Totale | Totale | Totale | Totale | Totale | Totale | DR  |
| Competizione                  | Punti | G       | V       | N       | P       | Gf      | Gs      | G            | V            | N            | P            | Gf           | Gs           | G      | V      | N      | P      | Gf     | Gs     | DR  |
| ----------------------------- | ----- | ------- | ------- | ------- | ------- | ------- | ------- | ------------ | ------------ | ------------ | ------------ | ------------ | ------------ | ------ | ------ | ------ | ------ | ------ | ------ | --- |
| Primeira Liga                 | 60    | 17      | 12      | 1       | 4       | 25      | 13      | 17           | 6            | 5            | 6            | 24           | 21           | 34     | 18     | 6      | 10     | 49     | 34     | +15 |
| Taça de Portugal              | -     | 0       | 0       | 0       | 0       | 0       | 0       | 1            | 0            | 0            | 1            | 0            | 2            | 1      | 0      | 0      | 1      | 0      | 2      | -2  |
| Taça da Liga                  | 6     | 1       | 0       | 0       | 1       | 1       | 2       | 3            | 2            | 0            | 1            | 7            | 4            | 4      | 2      | 0      | 2      | 8      | 6      | +2  |
| Europa League                 | 12    | 4       | 4       | 0       | 0       | 9       | 2       | 4            | 1            | 0            | 3            | 5            | 10           | 8      | 5      | 0      | 3      | 15     | 12     | +3  |
| Supertaça Cândido de Oliveira | -     | -       | -       | -       | -       | -       | -       | -            | -            | -            | -            | -            | -            | 1      | 0      | 0      | 1      | 0      | 5      | -5  |
| Totale                        | 77    | 22      | 16      | 1       | 5       | 37      | 18      | 25           | 9            | 5            | 11           | 36           | 37           | 48     | 25     | 6      | 17     | 73     | 60     | +13 |

### Andamento in campionato
| Giornata  | 1 | 2 | 3 | 4 | 5 | 6 | 7 | 8 | 9 | 10 | 11 | 12 | 13 | 14 | 15 | 16 | 17 | 18 | 19 | 20 | 21 | 22 | 23 | 24 | 25 | 26 | 27 | 28 | 29 | 30 | 31 | 32 | 33 | 34 |
| --------- | - | - | - | - | - | - | - | - | - | -- | -- | -- | -- | -- | -- | -- | -- | -- | -- | -- | -- | -- | -- | -- | -- | -- | -- | -- | -- | -- | -- | -- | -- | -- |
| Luogo     | T | C | T | C | T | C | T | C | T | C  | T  | C  | C  | T  | C  | T  | C  | C  | T  | C  | T  | C  | T  | C  | T  | C  | T  | C  | T  | T  | C  | T  | C  | T  |
| Risultato | N | V | V | P | N | P | V | V | V | P  | V  | P  | V  | V  | P  | V  | P  | V  | P  | V  | N  | V  | P  | V  | N  | V  | V  | V  | V  | N  | V  | P  | N  | P  |
| Posizione | 6 | 4 | 1 | 6 | 5 | 7 | 5 | 4 | 4 | 4  | 4  | 4  | 4  | 3  | 4  | 4  | 4  | 3  | 4  | 3  | 4  | 4  | 4  | 4  | 4  | 4  | 3  | 3  | 3  | 3  | 3  | 3  | 3  | 4  |

Legenda:

Luogo: C = Casa; T = Trasferta. Risultato: V = Vittoria; N = Pareggio; P = Sconfitta.

### Statistiche dei giocatori
In corsivo i calciatori che hanno lasciato la squadra a stagione in corso.
| Giocatore    | Primeira Liga | Primeira Liga | Primeira Liga | Primeira Liga | Taça de Portugal+ Taça da Liga | Taça de Portugal+ Taça da Liga | Taça de Portugal+ Taça da Liga | Taça de Portugal+ Taça da Liga | Europa League | Europa League | Europa League | Europa League | Supertaça | Supertaça | Supertaça   | Supertaça  | Totale   | Totale | Totale      | Totale     |
| Giocatore    | Presenze      | Reti          | Ammonizioni   | Espulsioni    | Presenze                       | Reti                           | Ammonizioni                    | Espulsioni                     | Presenze      | Reti          | Ammonizioni   | Espulsioni    | Presenze  | Reti      | Ammonizioni | Espulsioni | Presenze | Reti   | Ammonizioni | Espulsioni |
| ------------ | ------------- | ------------- | ------------- | ------------- | ------------------------------ | ------------------------------ | ------------------------------ | ------------------------------ | ------------- | ------------- | ------------- | ------------- | --------- | --------- | ----------- | ---------- | -------- | ------ | ----------- | ---------- |
| M. Acuña     | 24            | 2             | 9             | 0             | 1+4                            | 0+0                            | 1+1                            | 0+1                            | 6             | 0             | 2             | 0             | 1         | 0         | 1           | 0          | 36       | 2      | 14          | 1          |
| R. Battaglia | 15            | 0             | 3             | 0             | 0+3                            | 0+0                            | 0+1                            | 0+0                            | 2             | 0             | 0             | 0             | 0         | 0         | 0           | 0          | 20       | 0      | 4           | 0          |
| Y. Bolasie   | 14            | 1             | 1             | 0             | 1+3                            | 0+0                            | 0+0                            | 0+2                            | 7             | 1             | 1             | 0             | -         | -         | -           | -          | 25       | 2      | 2           | 2          |
| C. Borja     | 23            | 1             | 3             | 0             | 1+1                            | 0+0                            | 0+1                            | 0+0                            | 4             | 0             | 0             | 0             | 1         | 0         | 0           | 0          | 30       | 1      | 4           | 0          |
| R. Camacho   | 19            | 0             | 1             | 0             | 0+3                            | 0+1                            | 0+1                            | 0+0                            | 4             | 0             | 0             | 0             | 0         | 0         | 0           | 0          | 26       | 1      | 2           | 0          |
| S. Coates    | 29            | 4             | 6             | 2             | 0+3                            | 0+0                            | 0+1                            | 0+0                            | 7             | 2             | 1             | 0             | 1         | 0         | 1           | 0          | 40       | 6      | 9           | 2          |
| A. Diaby     | 2             | 0             | 1             | 0             | -+-                            | -+-                            | -+-                            | -+-                            | -             | -             | -             | -             | 1         | 0         | 0           | 0          | 3        | 0      | 1           | 0          |
| B. Dost      | 1             | 0             | 0             | 0             | -+-                            | -+-                            | -+-                            | -+-                            | -             | -             | -             | -             | 1         | 0         | 0           | 0          | 2        | 0      | 0           | 0          |
| I. Doumbia   | 22            | 0             | 5             | 0             | 1+3                            | 0+0                            | 0+1                            | 0+0                            | 8             | 0             | 1             | 0             | 1         | 0         | 0           | 1          | 35       | 0      | 7           | 1          |
| Eduardo      | 15            | 0             | 4             | 0             | 1+1                            | 0+0                            | 0+0                            | 0+1                            | 5             | 0             | 1             | 0             | 0         | 0         | 0           | 0          | 22       | 0      | 5           | 1          |
| B. Fernandes | 17            | 8             | 3             | 1             | 1+4                            | 0+2                            | 1+3                            | 0+0                            | 5             | 5             | 3             | 0             | 1         | 0         | 0           | 0          | 28       | 15     | 10          | 1          |
| Fernando     | 0             | 0             | 0             | 0             | 0+0                            | 0+0                            | 0+0                            | 0+0                            | 0             | 0             | 0             | 0             | -         | -         | -           | -          | 0        | 0      | 0           | 0          |
| F. Geraldes  | 8             | 0             | 1             | 0             | -+-                            | -+-                            | -+-                            | -+-                            | 0             | 0             | 0             | 0             | -         | -         | -           | -          | 8        | 0      | 1           | 0          |
| Jesé         | 12            | 1             | 1             | 0             | 1+2                            | 0+0                            | 0+0                            | 0+0                            | 2             | 0             | 0             | 0             | -         | -         | -           | -          | 17       | 1      | 1           | 0          |
| Joelson      | 4             | 0             | 0             | 0             | -+-                            | -+-                            | -+-                            | --+-                           | -             | -             | -             | -             | -         | -         | -           | -          | 4        | 0      | 0           | 0          |
| Jovane       | 16            | 6             | 3             | 0             | 0+1                            | 0+0                            | 0+0                            | 0+0                            | 3             | 0             | 1             | 0             | 0         | 0         | 0           | 0          | 20       | 6      | 4           | 0          |
| M. Luís      | 2             | 0             | 1             | 0             | 1+1                            | 0+0                            | 0+0                            | 0+0                            | 3             | 0             | 0             | 0             | 0         | 0         | 0           | 0          | 7        | 0      | 1           | 0          |
| Matheus      | 10            | 0             | 2             | 0             | -+-                            | -+-                            | -+-                            | --+-                           | -             | -             | -             | -             | -         | -         | -           | -          | 10       | 0      | 2           | 0          |
| J. Mathieu   | 19            | 1             | 3             | 0             | 0+2                            | 0+1                            | 0+0                            | 0+1                            | 3             | 1             | 0             | 0             | 1         | 0         | 0           | 0          | 25       | 3      | 3           | 1          |
| L. Maximiano | 23            | -22           | 0             | 0             | 1+3                            | -2+-6                          | 0+1                            | 0+0                            | 4             | -7            | 0             | 0             | 0         | -0        | 0           | 0          | 31       | -37    | 1           | 0          |
| N. Mendes    | 9             | 0             | 0             | 0             | -+-                            | -+-                            | -+-                            | --+-                           | -             | -             | -             | -             | -         | -         | -           | -          | 9        | 0      | 0           | 0          |
| P. Mendes    | 6             | 0             | 0             | 0             | 0+0                            | 0+0                            | 0+0                            | 0+0                            | 6             | 1             | 0             | 0             | -         | -         | -           | -          | 12       | 1      | 0           | 0          |
| L. Neto      | 12            | 0             | 6             | 0             | 1+3                            | 0+0                            | 1+0                            | 0+0                            | 5             | 0             | 3             | 0             | 1         | 0         | 0           | 0          | 22       | 0      | 10          | 0          |
| L. Phellype  | 16            | 6             | 2             | 0             | 1+4                            | 0+1                            | 0+0                            | 0+0                            | 4             | 2             | 1             | 0             | 1         | 0         | 0           | 0          | 26       | 9      | 3           | 0          |
| G. Plata     | 21            | 2             | 4             | 0             | 0+1                            | 0+1                            | 0+0                            | 0+0                            | 2             | 0             | 0             | 0             | 0         | 0         | 0           | 0          | 24       | 3      | 4           | 0          |
| E. Quaresma  | 9             | 0             | 0             | 0             | -+-                            | -+-                            | -+-                            | --+-                           | -             | -             | -             | -             | -         | -         | -           | -          | 9        | 0      | 0           | 0          |
| Raphinha     | 4             | 2             | 1             | 0             | -+-                            | -+-                            | -+-                            | -+-                            | -             | -             | -             | -             | 1         | 0         | 1           | 0          | 5        | 2      | 2           | 0          |
| R. Ribeiro   | 11            | -11           | 2             | 0             | 0+1                            | -0+-0                          | 0+0                            | 0+0                            | 5             | -5            | 0             | 1             | 1         | -5        | 0           | 0          | 18       | -21    | 2           | 1          |
| S. Ristovski | 21            | 0             | 2             | 0             | 0+3                            | 0+0                            | 0+1                            | 0+0                            | 2             | 0             | 0             | 0             | 0         | 0         | 0           | 0          | 26       | 0      | 3           | 0          |
| Rodrigo F.   | 2             | 0             | 1             | 0             | -+0                            | -+0                            | -+0                            | --+0                           | 2             | 0             | 0             | 0             | -         | -         | -           | -          | 4        | 0      | 1           | 0          |
| V. Rosier    | 9             | 0             | 2             | 0             | 1+1                            | 0+0                            | 0+0                            | 0+0                            | 5             | 0             | 1             | 0             | 0         | 0         | 0           | 0          | 16       | 0      | 3           | 0          |
| A. Šporar    | 16            | 6             | 0             | 0             | -+-                            | -+-                            | -+-                            | -+-                            | 2             | 1             | 0             | 0             | -         | -         | -           | -          | 18       | 7      | 0           | 0          |
| Thierry C.   | 4             | 0             | 2             | 0             | -+-                            | -+-                            | -+-                            | -+-                            | -             | -             | -             | -             | 1         | 0         | 0           | 0          | 5        | 0      | 2           | 0          |
| Tiago Ilori  | 8             | 0             | 1             | 0             | 1+1                            | 0+0                            | 0+0                            | 0+0                            | 4             | 0             | 1             | 0             | 0         | 0         | 0           | 0          | 14       | 0      | 2           | 0          |
| T. Tomás     | 5             | 0             | 2             | 0             | -+-                            | -+-                            | -+-                            | --+-                           | -             | -             | -             | -             | -         | -         | -           | -          | 5        | 0      | 2           | 0          |
| L. Vietto    | 24            | 4             | 4             | 0             | 1+3                            | 0+2                            | 0+0                            | 0+0                            | 7             | 2             | 2             | 0             | 0         | 0         | 0           | 0          | 35       | 8      | 6           | 0          |
| Wendel       | 28            | 3             | 7             | 0             | 0+4                            | 0+0                            | 0+1                            | 0+0                            | 6             | 0             | 1             | 0             | 1         | 0         | 0           | 0          | 39       | 3      | 9           | 0          |